# Міяликоль
Міялико́ль (каз. Миялыкөл) — село у складі Мугалжарського району Актюбінської області Казахстану. Входить до складу Єгіндибулацького сільського округу.
У радянські часи село називалось Шевченка.
Населення — 28 осіб (2021; 87 у 2009, 205 у 1999, 301 у 1989).